# Särkkä, Björneborg
Särkkä är en ö i Finland. Den ligger i sjön Karhijärvi och i kommunen Björneborg i den ekonomiska regionen  Björneborgs ekonomiska region  och landskapet Satakunta, i den sydvästra delen av landet, 200 km nordväst om huvudstaden Helsingfors. Öns area är 0,6 hektar och dess största längd är 110 meter i nord-sydlig riktning.